# Lilian Knowles
Pour les articles homonymes, voir Knowles.
Lilian Charlotte Anne Knowles (1870-1926) est une historienne britannique et professeure d'histoire économique à l'université de Londres de 1921 à 1924. Elle est la première femme doyenne de la faculté d'histoire économique de l'université de Londres.

## Biographie

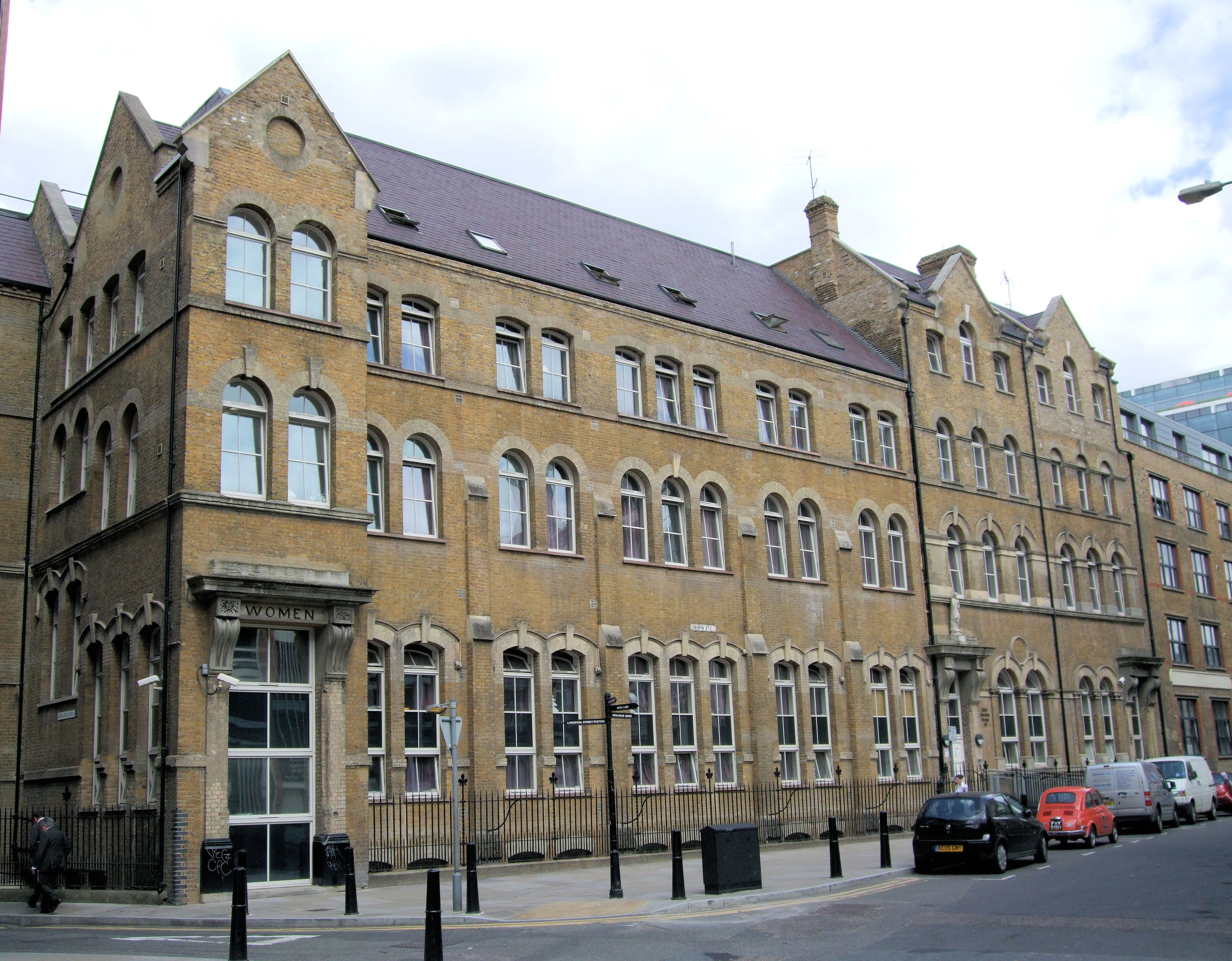
Lilian Knowles House est une résidence étudiante réservée aux étudiants de troisième cycle à la LSE

Né à St Clement, en Cornouailles, Lilian Charlotte Anne Tomn fait ses études secondaires à l'école de filles de Truro, de 1880 à 1888, puis, après deux années de voyage sur le continent avec sa famille, elle s'inscrit au Girton College de Cambridge en 1890. Elle fait des études d'histoire et de droit et passe les tripos d'histoire en 1893, et les tripos de droit en 1894 devenant la première femme à obtenir une mention très bien aux tripos de droit où elle se classe deuxième. L'université de Cambridge ne délivre pas de diplômes aux étudiantes jusqu'en 1948. 
En 1895, elle travaille plusieurs mois chez un juriste à Gray's Inn, mais accepte la proposition de William Cunningham de collaborer à la troisième édition de son ouvrage, The Growth of English Industry and Commerce in Modern Times, et elle s'inscrit en 1896 à la London School of Economics, dont elle est l'une des premières chargée de recherches et où elle enseigne comme « conférencière occasionnelle » entre 1897 et 1898. En 1904, elle est nommée maître de conférences à la LSE. Knowles obtient en 1907 son doctorat (D.Litt) au Trinity College de Dublin, en tant que diplôme décerné aux Steamboat ladies, et elle est nommée la même année maître de conférences en histoire économique à l'université de Londres. Elle se marie en 1907 avec un juriste, Charles Matthew Knowles, et ils ont un fils. 
En 1921, elle est promue professeure et titulaire d'une chaire en histoire économique, devenant le deuxième professeur dans cette discipline en Grande-Bretagne (le premier étant George Unwin à l'université de Manchester en 1910). De 1920 à 1924, elle est le doyenne de la faculté des sciences économiques, devenant ainsi la première femme doyenne de l'université de Londres. 
Elle donne des cours d’histoire du développement économique et sur l'empire britannique, et publie des manuels pour les étudiants, notamment The Industrial and Commercial Revolutions in Great Britain during the Nineteenth Century (1921) et The Economic Development of the British Overseas Empire (1924). Deux autres volumes de recherches sur l'empire britannique sont publiés à titre posthume par son mari, et Economic Development in the Nineteenth-Century, France, Germany, Russia and the United States paraît en 1932.
Elle dirige les thèses d'Alice Clark, Ivy Pinchbeck (en), Mabel Buer, Dorothy George, Julia de Lacy Mann, Alice Radice, Vera Anstey (en).
Elle est membre de la Commission royale d'enquête sur l'impôt sur le revenu en 1919-1920, où elle est la seule femme sur vingt-trois membres, et elle est particulièrement préoccupée par la pratique de l'époque, de facturer l'impôt sur le revenu conjoint des couples mariés. Elle est membre des conseils scientifiques de la Royal Economic Society et du conseil de la Royal Historical Society.
Elle est atteinte d'un cancer en 1924 et démissionne de l'université. Elle meurt le 25 avril 1926 dans une maison de soins de Liverpool et est inhumée à l'église paroissiale de Renwyn, près de Truro.

## Publications
- The Industrial and Commercial Revolutions in Great Britain during the Nineteenth Century, Londres, Routledge, 1926.
- The Economic Development of the British Overseas Empire, Londres, Routledge, 1930.